# منطقة الصناعات السمكية بالدقم

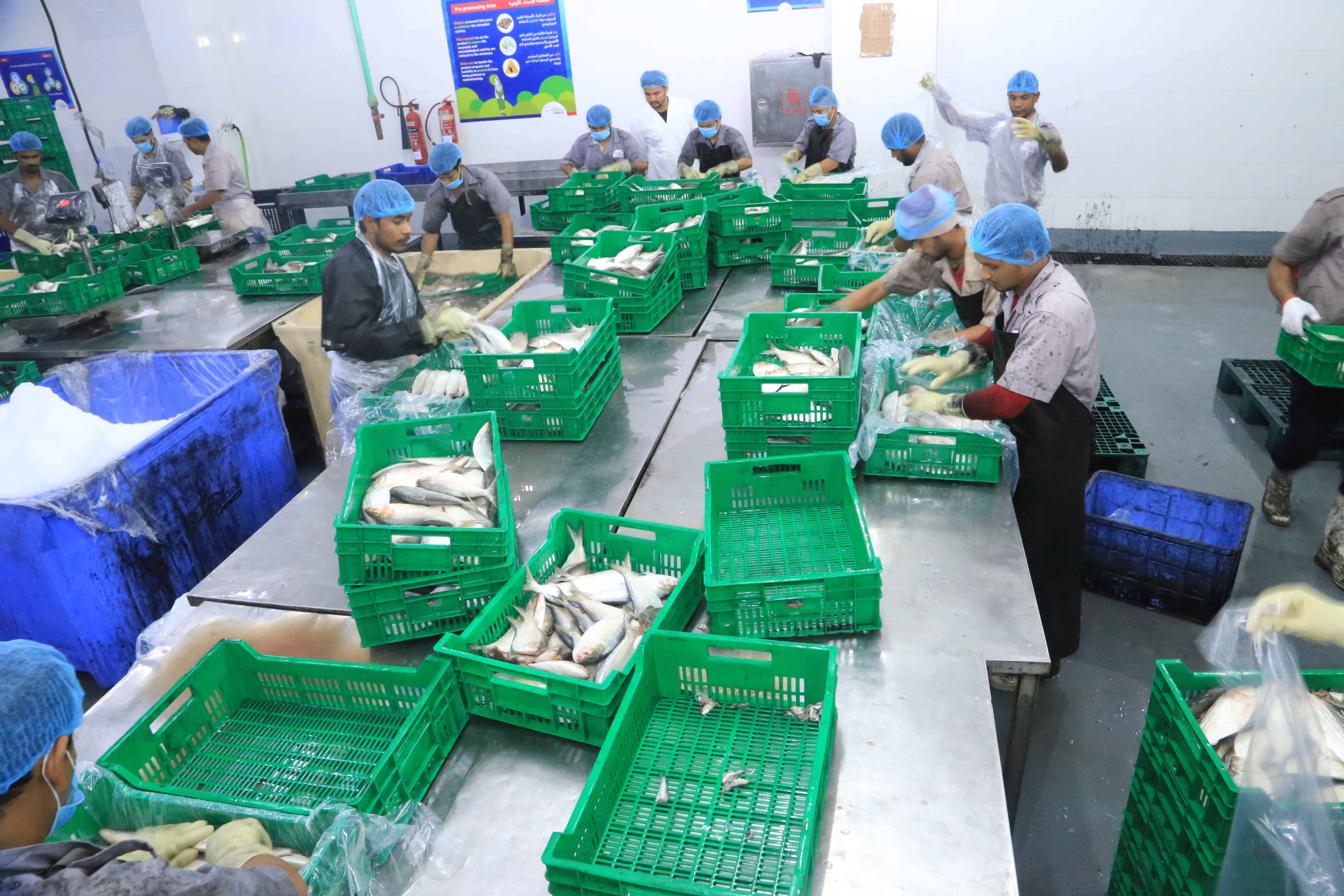
منطقة الصناعات السمكية بالدقم

منطقة الصناعات السمكية بالدقم تقع ضمن ميناء الدقم الوقع في محافظة الوسطى بسلطنة عمان، ويعد الميناء أكبر ميناء للصيد في سلطنة عمان بمساحة 600 هكتار وعمق 10 أمتار ويضم منطقة للصناعات السمكية من المتوقع أن تحتضن حوالي 60 منشأة متخصصة في مجال التصنيع السمكي والتعليب ونحوها من الصناعات السمكية الأخرى.
ومن المؤمل أن يعمل مجمّع الصناعات السمكية المرتبط بالميناء على تعزيز الاستفادة من خدمات مطار الدقم من خلال مبنى الشحن الجوي، بالإضافة إلى دعم قطاع إعادة التصدير واستحداث فرص العمل والمساهمة في تنشيط قطاع الصناعات السمكية في السلطنة بهدف تنويع الاقتصاد وتعزيز الأمن الغذائي، فضلاً عن نقل أحدث التقنيات العالمية إلى السلطنة وتعزيز مكانة القطاع 

## الفرص الاستثمارية
وتهدف حكومة سلطنة عمان إلى استغلال الموقع الاستراتيجي للدقم لإنشاء مركز اقليمي للصناعات السمكية لاستقطاب الاستثمارات الوطنية والأجنبية. وتوفر المنطقة العديد من الفرص الإستثمارية، حيث تتكون هذه المنطقة الحيوية من الآتي:
- 60 مصنع سمكي
- ميناء للصيد التجاري
- مرافق للإنزال
- موطنا لجميع أنواع السفن: التقليدية، متعددة الأغراض وسفن المحيطات
- خدمات الدعم والمساندة
- مرافق للتصليح والصيانة
- التنظيف السريع – سهولة التصدير والإجراءات التنظيمية الأخرى
- مخازن التبريد
- سوق الاسماك مع مزاد
- دعم البنية التحتية - المكاتب والبنوك، وكافيتريا، الخ
- مختبرات لاختبار البحوث والجودة
- مراكز التدريب